# Анри-Луј де Ла Гранж
Анри-Луј де Ла Гранж (фр. Henry-Louis de La Grange; Париз, 26. мај 1924 — Лоне, 27. јануар 2017) је француски музиколог и биограф композитора Густава Малера.

## Избор из библиографије

### Књиге
- 1973, 982 стране. Grange, Henry-Louis de La (1973). Mahler. V. Gollancz. ISBN 978-0-385-00524-1.
- , , 987 страна. . 1974. ISBN 978-0-575-01672-9. Недостаје или је празан параметар |title= (помоћ)
- (на француском језику, три тома):
  - , , 1.149 страна
  - , , 1.278 страна
  - , , 1.361 страна
- (на енглеском језику, три додатна тома):
  -  , 892 стране
  - , 2000, 1.000 страна. Grange, Henry-Louis de La (1995). Gustav Mahler: Volume 3. Vienna: Triumph and Disillusion (1904-1907). OUP Oxford. ISBN 978-0-19-315160-4.
  - , , 1.758 страна
- (на француском језику, два тома):
  - , 1990, 261 страна. Grange, Henry-Louis de La (1990). Vienne: Histoire musicale, 1100-1848. Fayard. ISBN 978-2-87712-008-1.
  - , 1991, 261 страна. Grange, Henry-Louis de La (1991). Vienne: Histoire musicale, 1848 à nos jours. Coutaz. ISBN 978-2-87712-047-0.
- (на француском језику, комбиновано издање). Paris: Fayard, 1995, 417 страна. Grange, Henry-Louis de La (1995). Vienne, une histoire musicale. Fayard. ISBN 978-2-213-59580-1.. (преведено на немачки и шпански).
- , на јапански превео Такаши Фунајама. Tokyo: Soshiba, , 277 страна. . 1993. ISBN 978-4-7942-0519-3. Недостаје или је празан параметар |title= (помоћ)
- (на немачком језику, прво комплетно издање), Berlin: Siedler Verlag, 1995, 575 страна. Mahler, Gustav (1995). Ein Glück ohne Ruh': Die Briefe Gustav Mahlers an Alma : Erste Gesamtausgabe. Siedler. ISBN 978-3-88680-577-8.
- , на дански превео Ернст ван Алтена. Amsterdam: Landsmeer, Meulenhoff, , 127 страна. . 1995. ISBN 978-90-290-4932-0. Недостаје или је празан параметар |title= (помоћ)
- , на енглески превео Антони Бомон. Ithaca: Cornell University Press, 2004, 431 страна. Mahler, Gustav (2004). Gustav Mahler: Letters to His Wife. Cornell University Press. ISBN 978-0-8014-4340-4..

### Остало
- Збирка његових чланака и предавања је објављена на јапанском језику 1992. године.
- У периоду од десет година (1986–1995) је писао приказе Малерових композиција за француски магазин Diapason, а такође је повремено писао и за Le Monde, L'Evénement du Jeudi, Le Monde de la Musique, Opus (Четсворт, Калифорнија), Scherzo (Мадрид), Amadeus (Милано) и Le Nouvel Observateur.
- Писао је програмске белешке за наступе Париског оркестра о свим Малеровим оркестарским делима (1971–1988).
- Писао је основне податке за грамофонске плоче и компакт-дискове бројних Малерових композиција, као и других композитора - од Брамса до Чајковског.
- Дао је велики допринос у писању различитих школских публикација.